# Foncière Euris
 (mai 2008).
Si vous disposez d'ouvrages ou d'articles de référence ou si vous connaissez des sites web de qualité traitant du thème abordé ici, merci de compléter l'article en donnant les références utiles à sa vérifiabilité et en les liant à la section « Notes et références ».
La Foncière Euris est une société d'investissement française, majoritairement détenue par Jean-Charles Naouri. Elle détient notamment le groupe Rallye, actionnaire majoritaire du groupe Casino.
Le groupe développe également une activité de gestion immobilière, essentiellement des centres commerciaux (comme le Centre Serenada à Cracovie en Pologne). À la suite des difficultés du groupe Casino la dette du groupe s’élevait à 9,3 milliards d’euros en mars 2023.